# Phân loại học
Phân loại học nghiên cứu về phân loại mọi vật – vật sống, vật vô sinh, chỗ và sự kiện – tất cả được phân loại theo giản đồ phân loại (taxonomic scheme?).
Nói theo ngôn ngữ toán học, một phân loại có cấu trúc phả hệ là một cấu trúc cây gồm các phân loại cho một nhóm đối tượng cho trước. Trên đỉnh cấu trúc là một phân loại duy nhất, nút gốc, áp dụng cho tất cả các đối tượng. Các nút bên dưới gốc là các phân loại cụ thể hơn, áp dụng cho các tập con của tập chứa tất cả các đối tượng đang được phân loại.
Một ví dụ là phân loại khoa học dùng trong Sinh học (do Carolus Linnaeus xây dựng). Trong đó, nút gốc là Sinh vật (Organism), với ý nghĩa rằng phân loại này áp dụng cho tất cả các sinh vật sống. Bên dưới là các đơn vị phân loại (taxon) như: giới (kingdom), ngành (phylum), lớp (class), bộ (order), họ (family), chi (genus) và loài (species).
Ngày nay, với sự phát triển của sinh học phân tử và tin sinh học, một lĩnh vực mới gọi là phân loại học phân tử ra đời dựa trên sự đa dạng và đặc trưng về DNA và protein (enzyme). Nó đang đóng vai trò hỗ trợ tích cực cho các phương pháp phân loại học truyền thống chủ yếu dựa vào các đặc điểm hình thái và tập tính.
Một số người cho rằng tư duy của con người tự động phân loại những gì đã biết theo những hệ thống vậy. Cách nhìn này thường dựa theo nhận thức luận của Immanuel Kant. Các nhà nhân loại học đã quan sát rằng các hệ phân loại thường được nhúng trong văn hóa địa phương và các hệ thống xã hội, và đáp ứng các chức năng xã hội đa dạng. Có lẽ là bài nghiên cứu nổi tiếng và có giá trị nhất về hệ phân loại dân tộc là The Elementary Forms of Religious Life (Những loại hình cơ bản của đời sống tôn giáo) của Emile Durkheim. Các triết lý của Kant và Durkheim cũng ảnh hưởng tới Claude Levi-Strauss, người sáng lập ra thuyết kết cấu nhân loại học. Levi-Strauss viết hai bộ sách quan trọng về hệ phân loại: Totemism (Tín ngưỡng tôtem) và The Savage Mind (Tâm thức thô sơ).
Những kiểu phân loại như đã được phân tích bởi Durkheim và Levi-Strauss đôi khi còn được gọi là phân loại dân gian để phân biệt với phân loại khoa học, dạng phân loại sau được tách ra khỏi các liên kết xã hội để có tính khách quan và phổ quát. Hệ phân loại khoa học nổi tiếng và được sử dụng nhiều nhất là phân loại Linnaeus (xem ở trên), đó là phân loại sinh vật và được bắt đầu bởi Carolus Linnaeus. Xem bài Cây phát sinh loài.